# Квиттенго
Квиттенго (итал. Quittengo) — коммуна в Италии, располагается в регионе Пьемонт, в провинции Бьелла.
Население составляет 238 человек (2008 г.), плотность населения составляет 30 чел./км². Занимает площадь 8 км². Почтовый индекс — 13060. Телефонный код — 015.
Покровителем населённого пункта считается святой Сан-Рокко.

## Демография
Динамика населения:

## Города-побратимы
- Кастельманьо, Италия (1975)

## Администрация коммуны
- Официальный сайт: